# 청주 신항서원
청주 신항서원(淸州 莘巷書院)은 대한민국 충청북도 청주시 상당구 용정동에 위치해 있는 서원이다. 또한 청주 신항서원은 1984년 12월 31일 충청북도의 기념물 제42호로 지정되었다.

## 개요
조선 중기 대학자이며 정치가인 율곡 이이와 고려 후기의 학자로서 성리학 발전에 공헌한 목은 이색을 비롯하여 경연·박훈·김정·송인수·한충·송상현·이득윤 등 아홉 선현을 추모하기 위해 세운 서원이다.
조선 선조 3년(1570)에 '유정서원'으로 세웠고 현종 원년(1660)에 나라에서 '신항'이라는 이름을 받은 사액서원이다. 흥선대원군의 서원철폐령으로 고종 8년(1871)에 폐쇄되었다가 1957년 복원하였고, 1987년 새롭게 보수하여 오늘에 이르고 있다.
경내 건물로는 사당과 강당 등 주요 건물과 비석이 안치된 비각, 관리인이 주거하는 수호사 등이 있다. 외삼문을 통해 경내로 들어서면 교육 공간인 강당이 있고 뒤편에 별도의 담장을 두른 제사 공간으로 사당이 자리잡고 있다. 강당은 교육 장소 겸 제관들의 숙소로 사용되었다. 사당은 낮은 기단 위에 조성된 건물로 지붕은 옆면에서 볼 때 사람 인(人)자 모양인 맞배지붕으로 꾸몄다. 안쪽에는 이이를 중심으로 좌우에 여덟 분의 위패를 모시고 있다.
해마다 3월과 9월에 제사를 지낸다.

## 참고 자료
- 청주 신항서원 - 국가유산청 국가유산포털